# 受胎告知

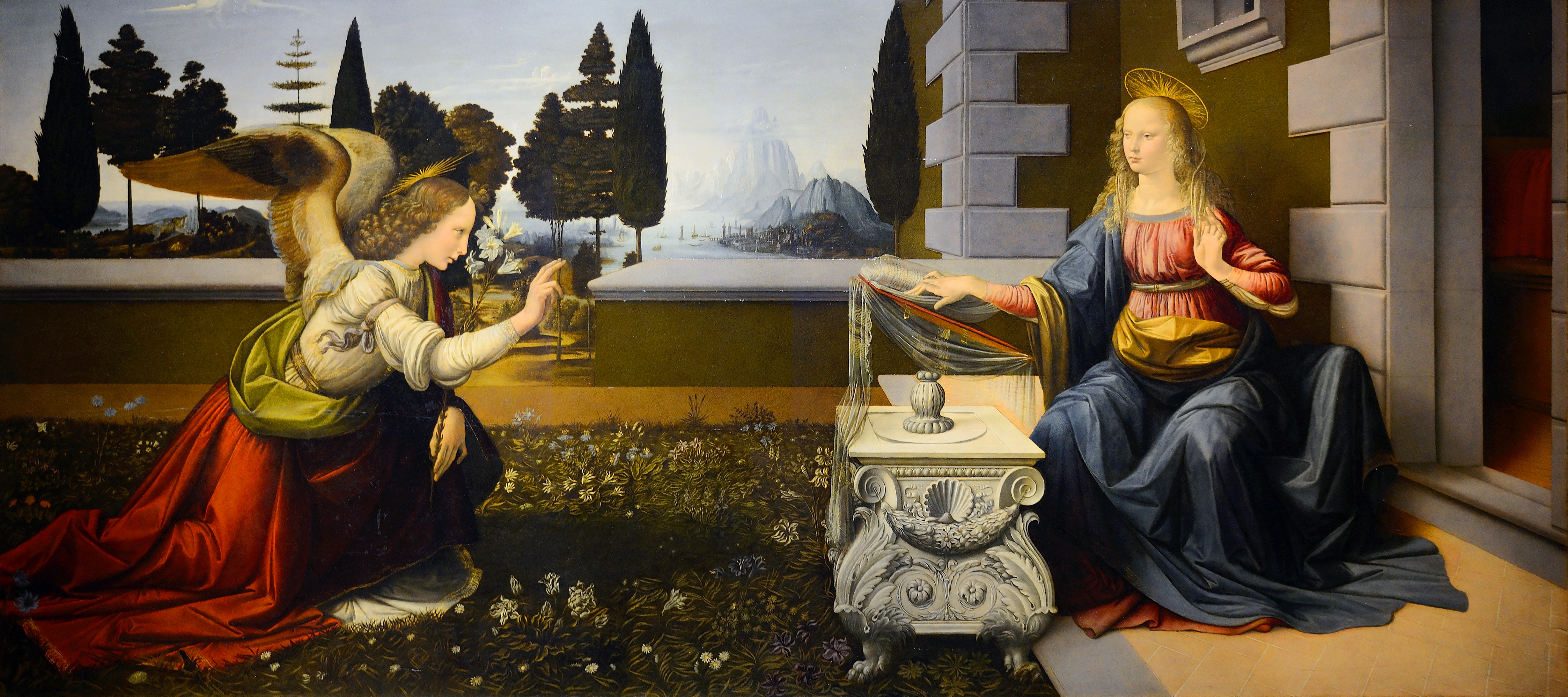
レオナルド・ダ・ヴィンチが描いた『受胎告知』、ウフィツィ美術館収蔵

受胎告知（じゅたいこくち、英: Annunciation）とは、キリスト教の聖典である『新約聖書』に書かれているエピソードの1つ。聖告（せいこく）、処女聖マリアのお告げ、生神女福音（しょうしんじょふくいん）とも言う。一般に、処女マリアに天使のガブリエルが降り、マリアが聖霊によってキリストを妊娠したことを告げ、またマリアがそれを受け入れることを告げる出来事である。
マリア崇敬の思想を背景として、キリスト教文化圏の芸術作品の中で繰り返し用いられるモチーフでもある。 
これを記念する祭日は東方に始まり、中世に西方につたわった。現在もカトリック教会などでは3月25日、東方教会では4月7日を祭日としている。カトリック教会では「神のお告げ（の祭日）」と呼ぶ。正教会では「生神女福音祭」とし、十二大祭のひとつである。

## 福音書における記述
受胎告知が記述されているのは「マタイによる福音書」と「ルカによる福音書」だが、それぞれ詳細が異なる。「マタイによる福音書」では（1:18-25）、ナザレではない地（2:22-23、おそらくベツレヘム）で、ヨセフの夢に天使が現れる。マリアに関しては、天使による告知の記述はなく、聖霊による受胎をすでに知っていたことのみ書かれている。一方、「ルカによる福音書」（1:26-38）では、ナザレにて天使ガブリエルがマリアの前に現れて受胎を告げる。ヨセフの方に対する言及はない。

## 旧約聖書における受胎告知
マタイ作者によれば、『新約聖書』における受胎告知は『旧約聖書』中の「イザヤ書」（7:14）の預言に基づいている。だが、イザヤの預言はアハズ王に与えられたものであり、イエスの誕生と関係がなく、ましてや処女懐胎を意味しない。
『旧約聖書』中に神が子を授ける例はたびたび見られる。受胎告知らしきものは、不妊であったマノアの妻がサムソンを授かる旨を天使が告げる「士師記」（13:3-5）などがある。

## 美術
絵画では、この場面でのマリアは読書の最中であることが多いが、糸を紡いでいることもある。傍らには白い百合（純潔の象徴）が置かれているが、天使が百合を携えている場合もある。2人の上には天上からの光や聖霊の鳩が描かれることが多く、これによって「聖霊によって身ごもる」ことを示している。
中世の作品としては、ランス大聖堂の彫像や、シモーネ・マルティーニの祭壇画が名高い。ルネサンスでは天上と地上の邂逅という如何にもルネサンス的な性格が好まれ、最も人気のある主題の1つとなった。サン・マルコ修道院にフラ・アンジェリコが描いた壁画、レオナルド・ダ・ヴィンチによる絵画などが傑作として知られる。またエル・グレコは受胎告知のモチーフを好んで描き、多数の作品を残した（詳細は受胎告知 (エル・グレコ)を参照されたし）。
正教会においてはイコノスタシスの門にこの場面を描く決まりがあり、作例が多い。ただし構図上、左右の扉に天使とマリヤを分けて配するため、鳩など聖霊を現す象徴は省略されることが多い。またこれとは別に、1枚のイコンにこの場面を描いたものもある。一枚絵の場合は、マリアが室内にいることを示す家が背景に描かれ、また神・父を象徴する丸い光が中央上端、天空に描かれる。そこから聖霊を示す光が差している場合も多い。

### ギャラリー

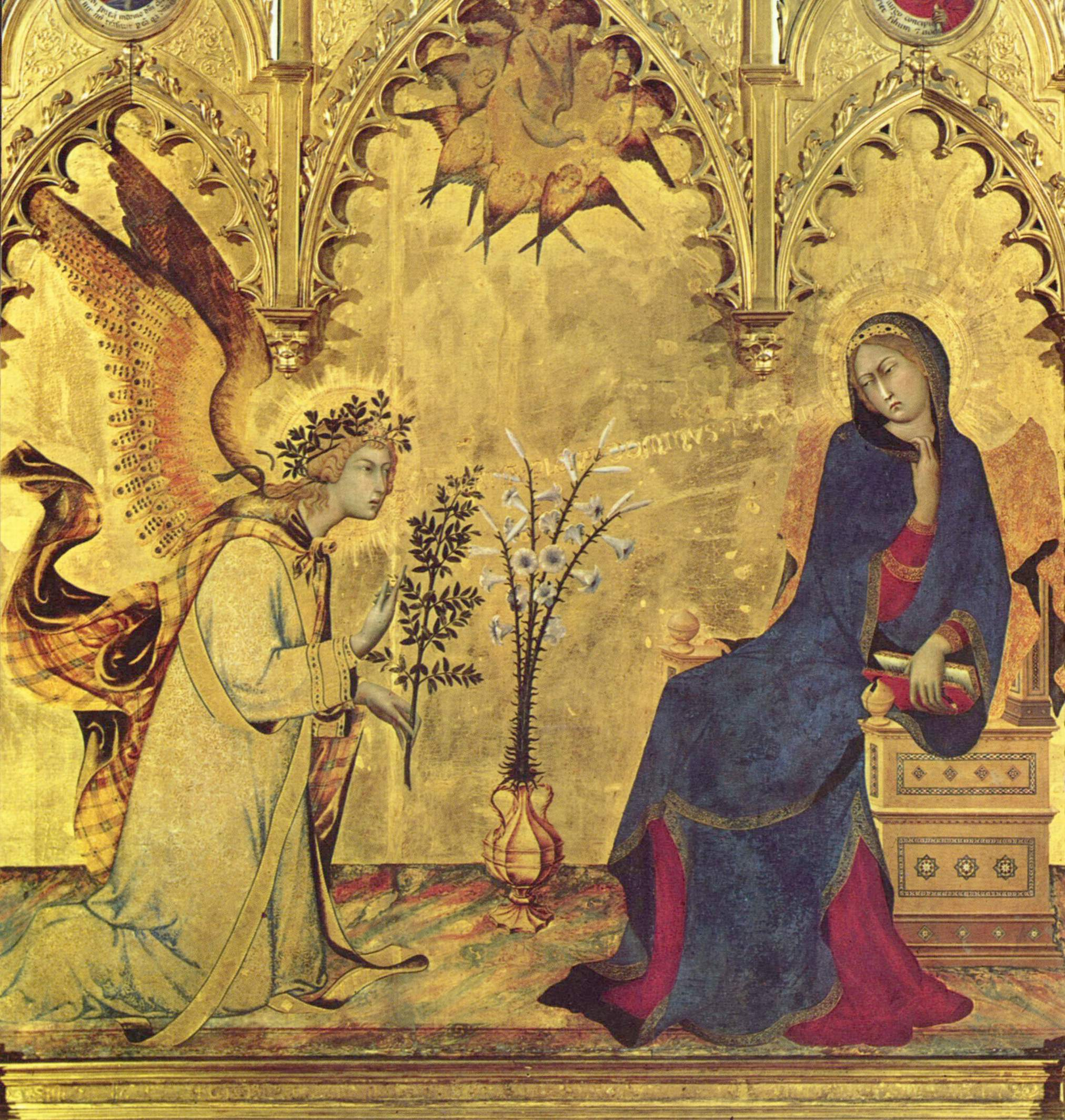
シモーネ・マルティーニ『聖女マルガリータと聖アンサヌスのいる受胎告知』 1333年 ウフィツィ美術館収蔵
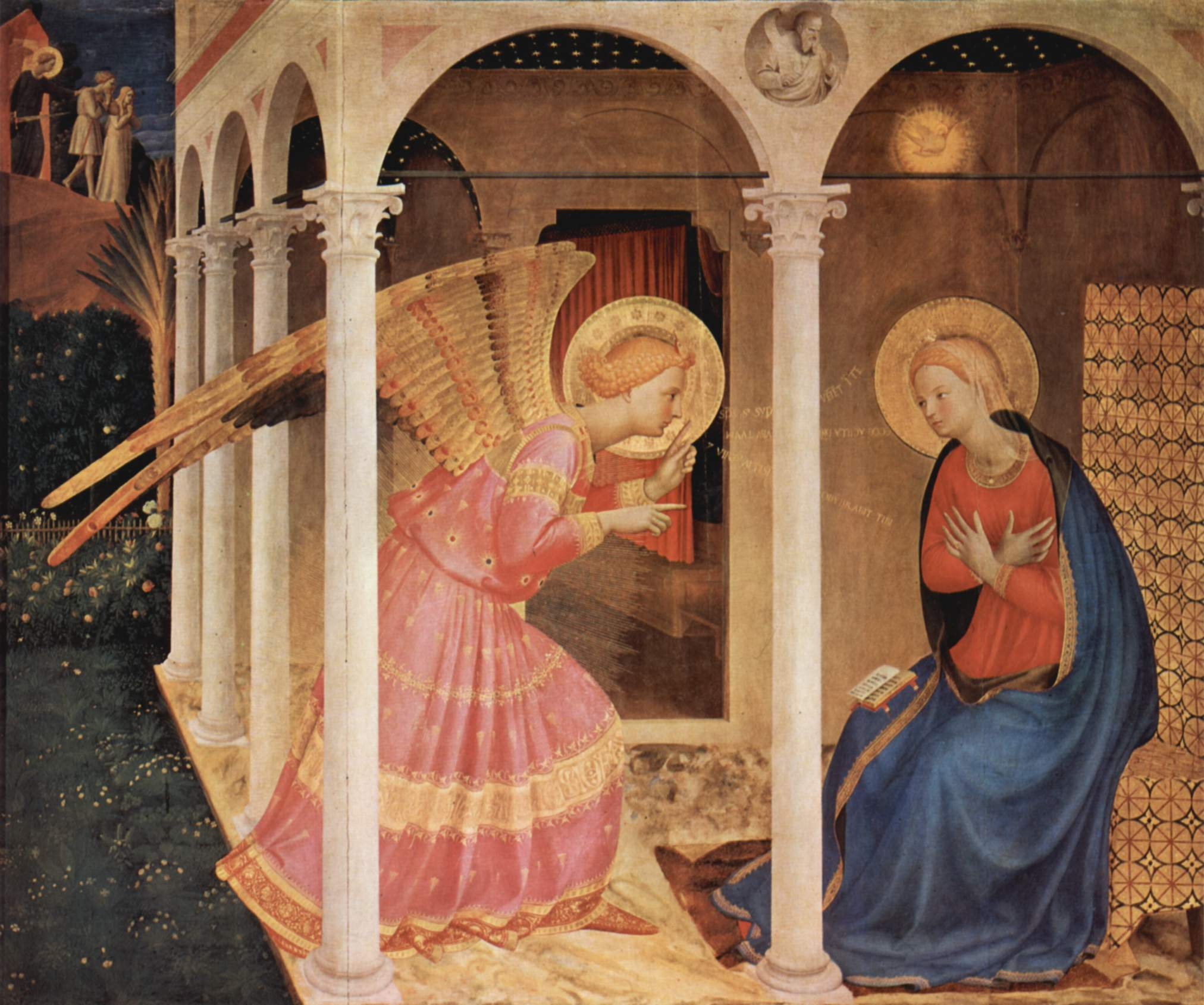
フラ・アンジェリコ『コルトーナの受胎告知』1433年頃 司教区美術館 (コルトーナ) 収蔵
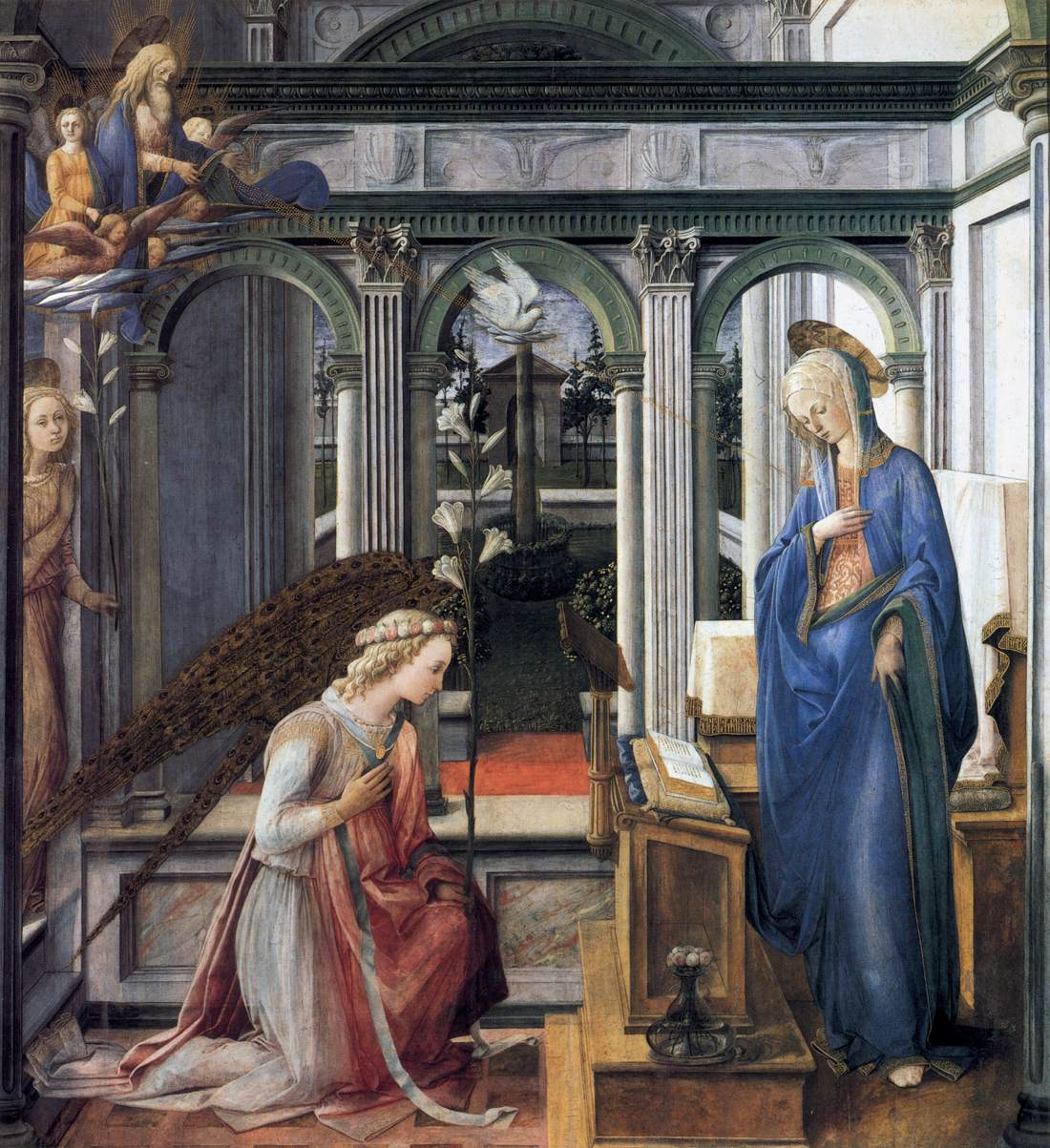
フィリッポ・リッピ『受胎告知』 1443年 アルテ・ピナコテーク収蔵
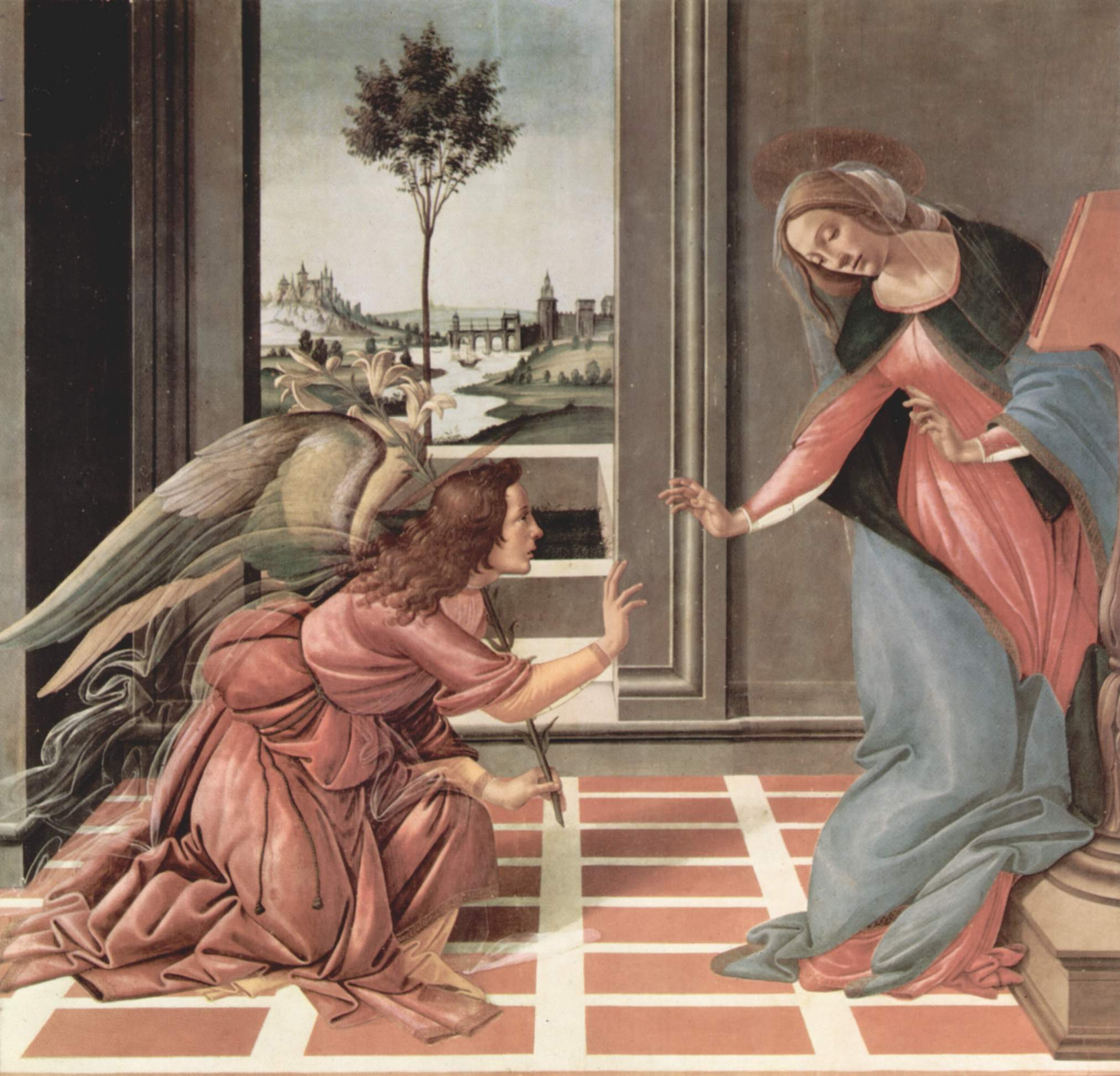
サンドロ・ボッティチェッリ『チェステッロの受胎告知』 1489年頃 ウフィツィ美術館収蔵
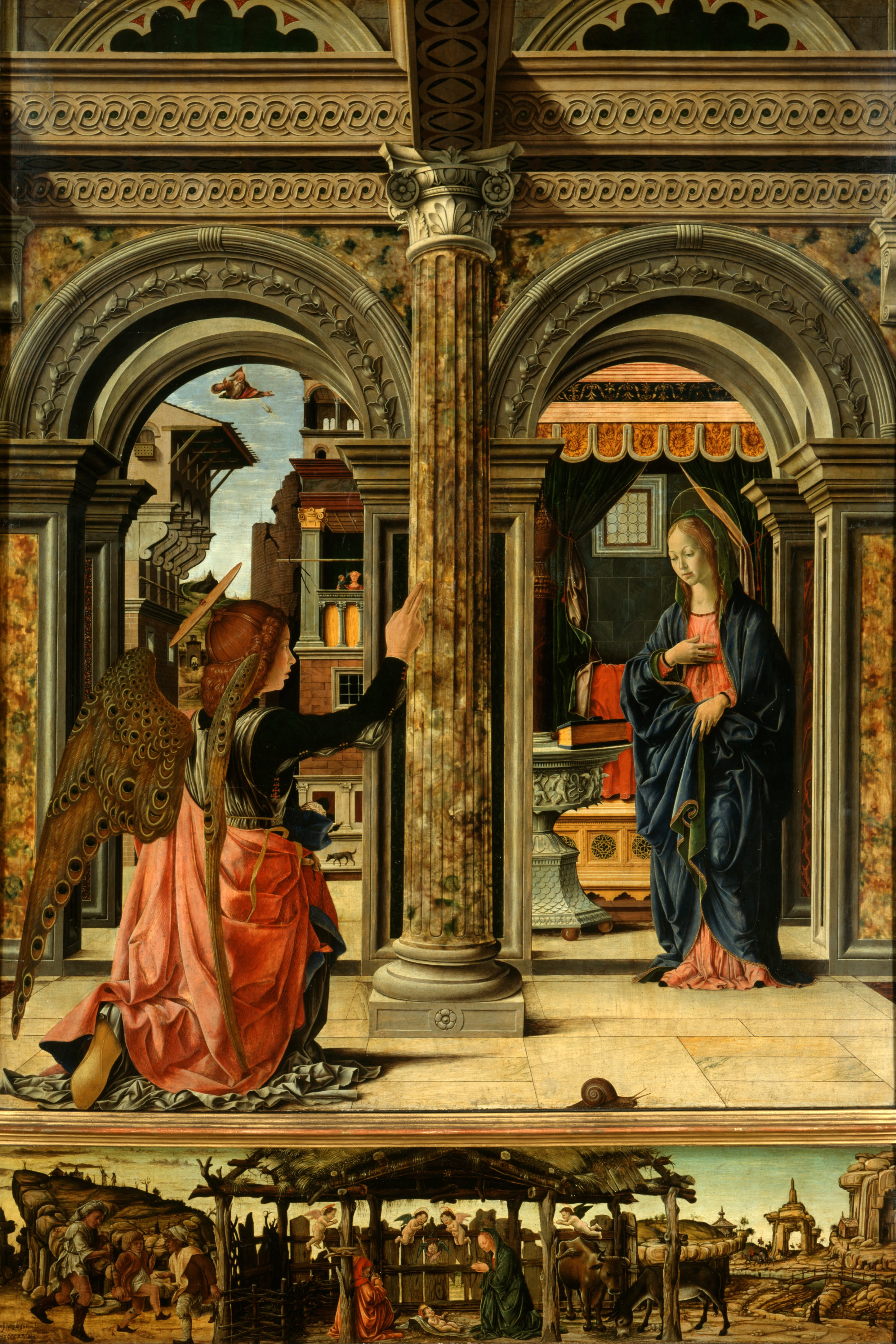
フランチェスコ・デル・コッサ『受胎告知』 1470年-1472年 アルテ・マイスター絵画館収蔵
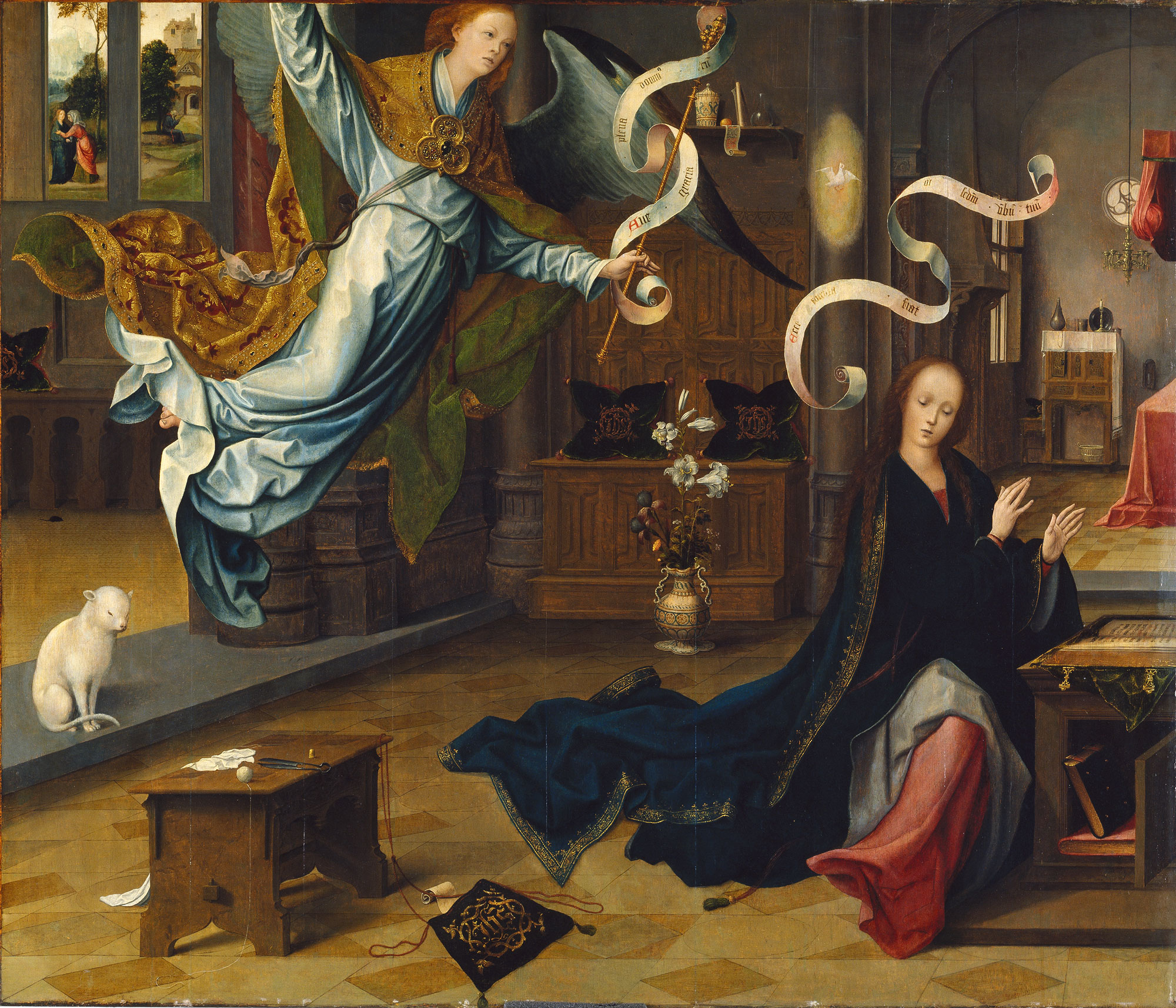
ヤン・デ・ビア 1520年頃 ティッセン＝ボルネミッサ美術館収蔵
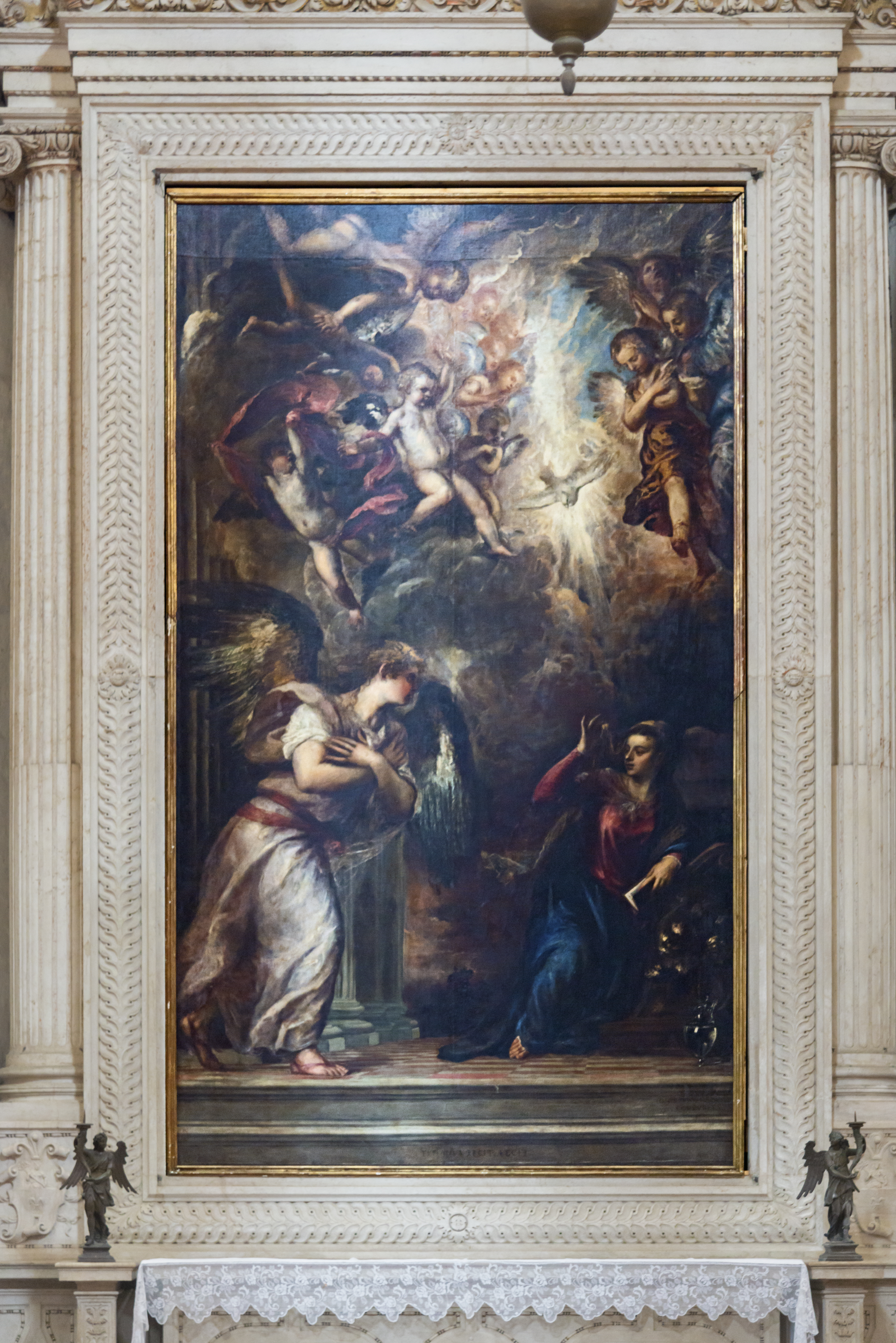
ティツィアーノ『受胎告知』 1559年-1564年 サン・サルバドール教会（英語版）収蔵
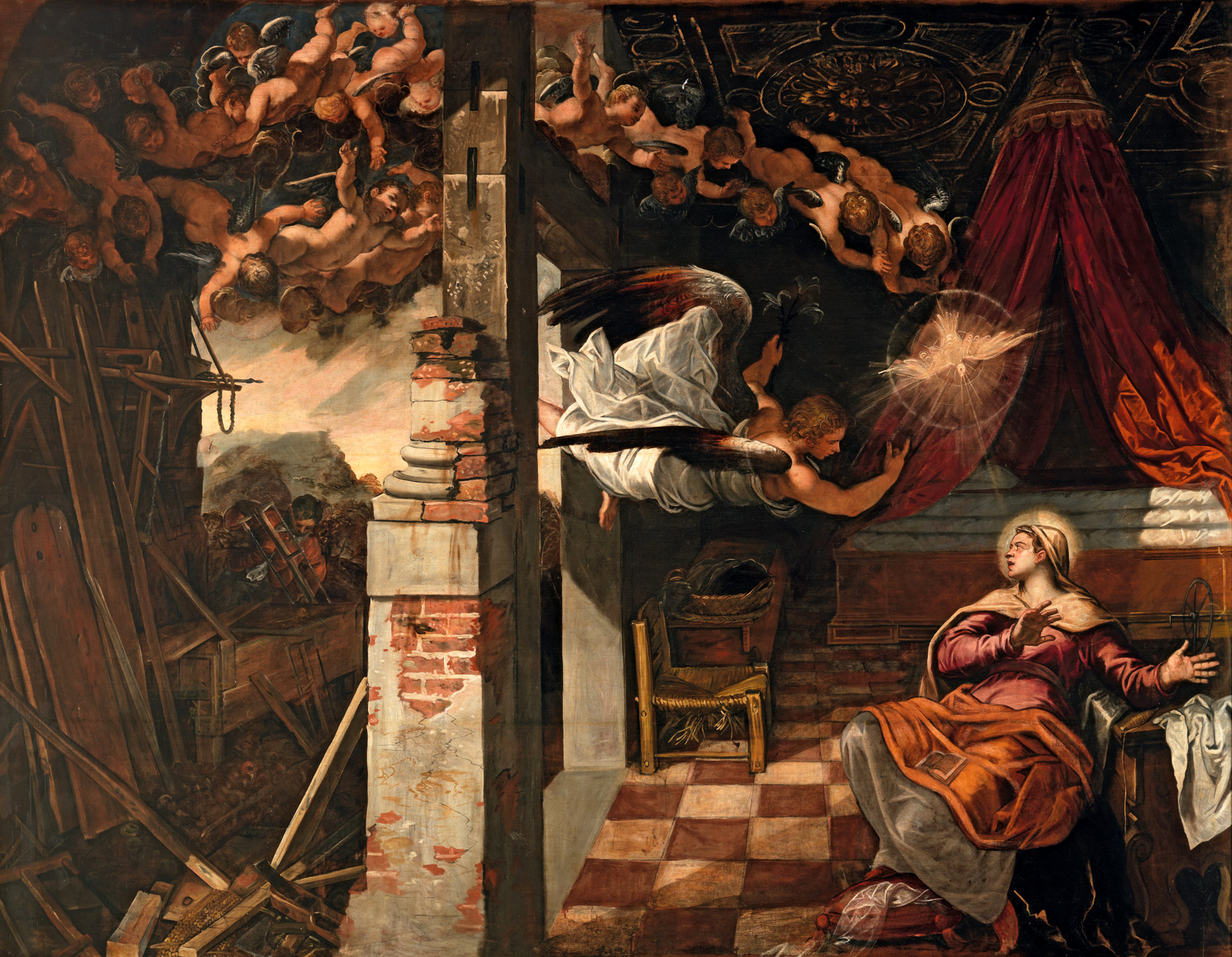
ティントレット 1582年-1587年 サン・ロッコ同信会館収蔵
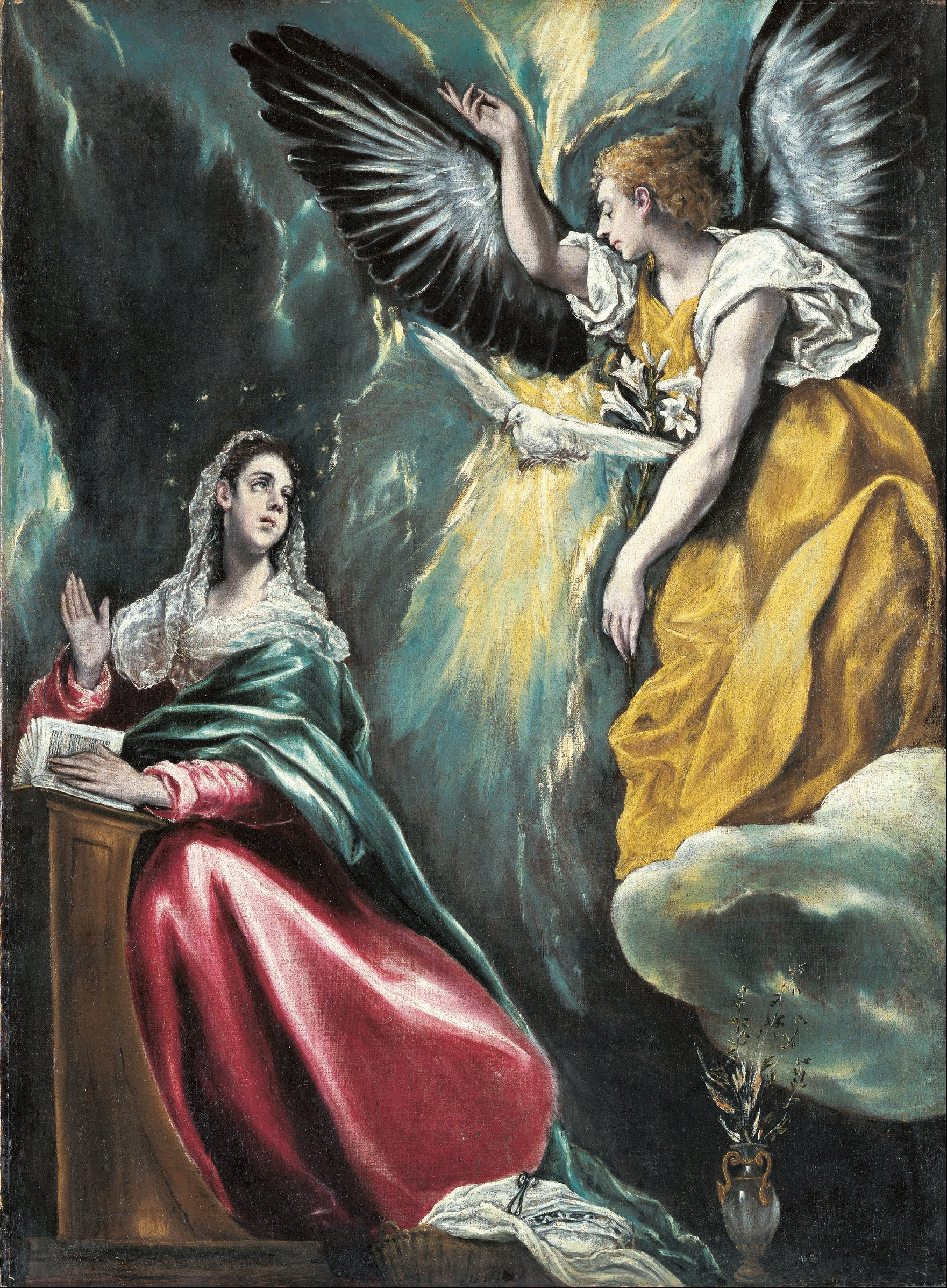
エル・グレコ『受胎告知』16世紀末 大原美術館収蔵
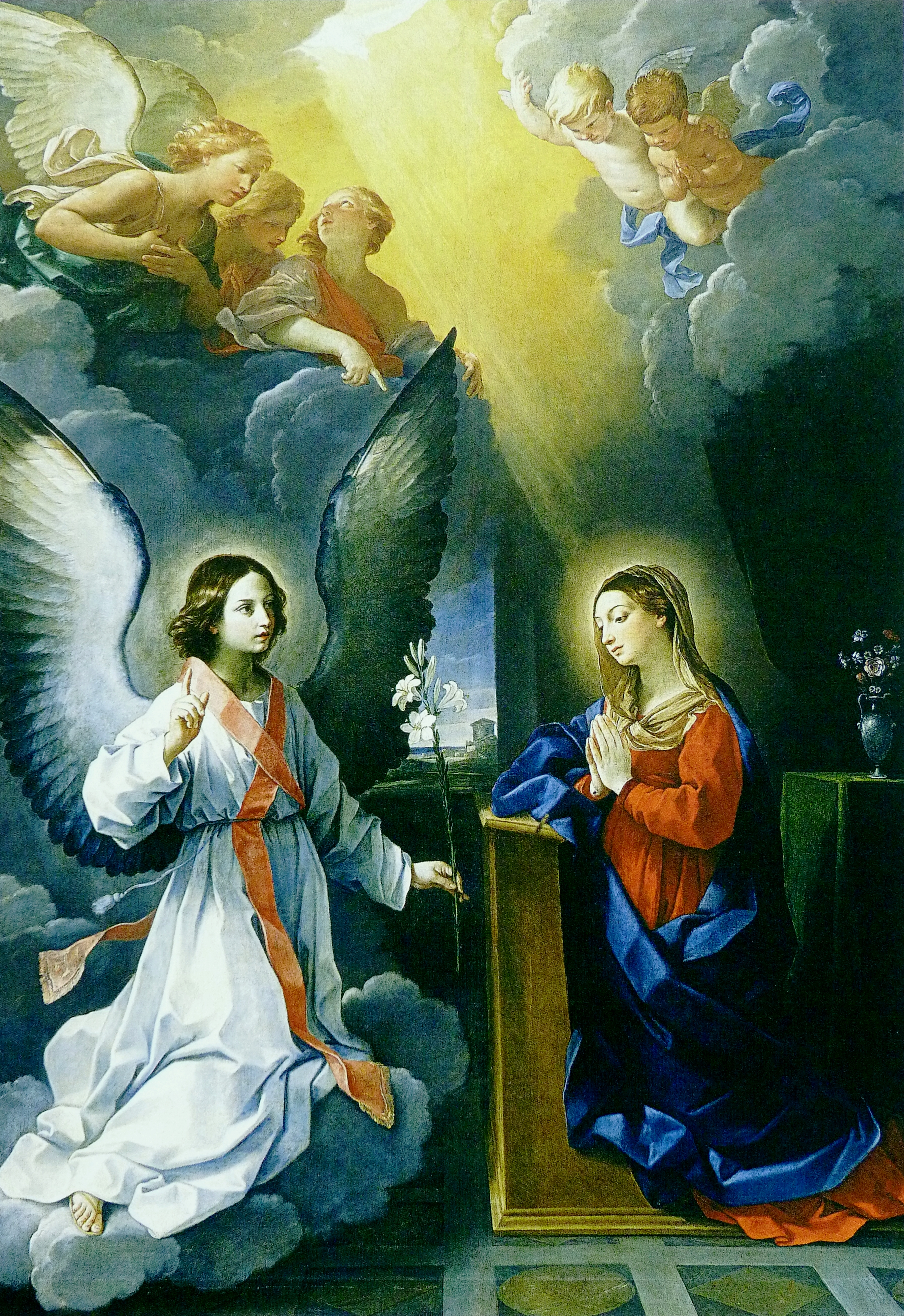
グイド・レーニ 『受胎告知』1629年 ルーブル美術館収蔵
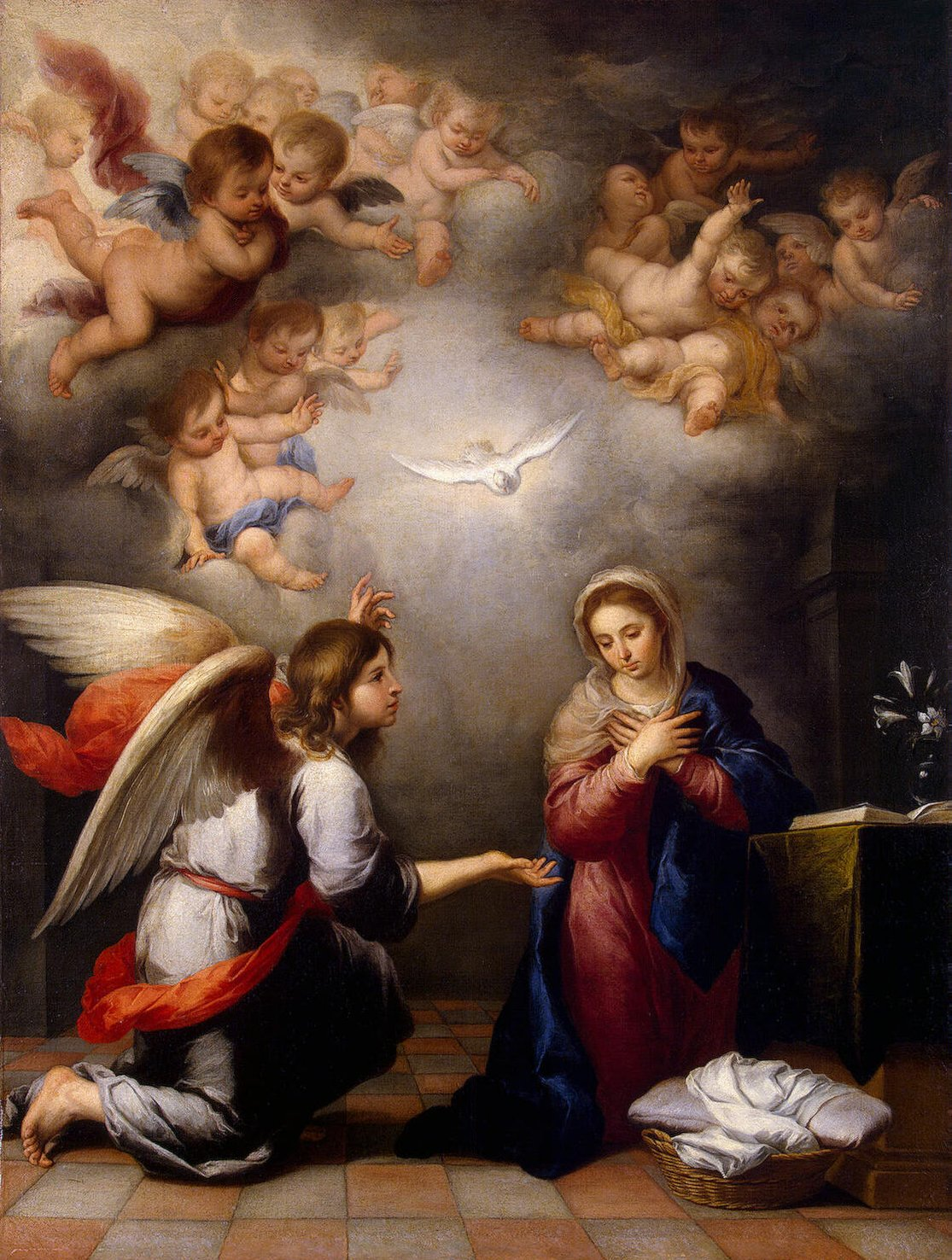
バルトロメ・エステバン・ムリーリョ 『受胎告知』1600年頃 エルミタージュ美術館収蔵
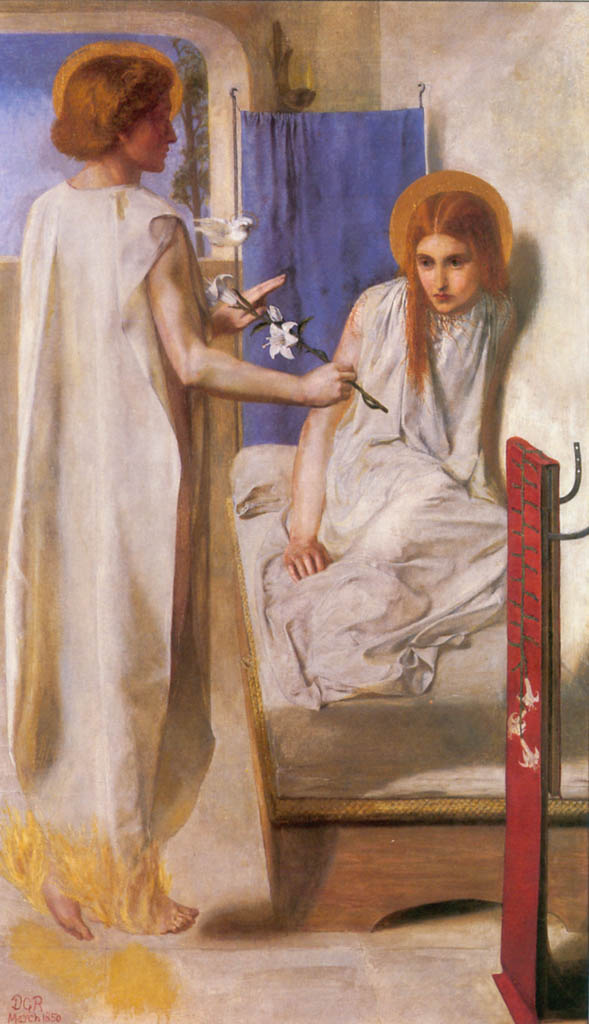
ダンテ・ゲイブリエル・ロセッティ 1850年 テート・ギャラリー収蔵